# 1379
Évszázadok: 13. század – 14. század – 15. század
Évtizedek: 1320-as évek – 1330-as évek – 1340-es évek – 1350-es évek – 1360-as évek – 1370-es évek – 1380-as évek – 1390-es évek – 1400-as évek – 1410-es évek – 1420-as évek
Évek: 1374 – 1375 – 1376 – 1377 –  1378 – 1379 – 1380 – 1381 – 1382 – 1383 – 1384

## Események
- I. Lajos magyar király serege beveszi Treviso városát, a genovai flotta legyőzi a velencei flottát. Velence békét kér, de Lajos a teljes győzelem reményében elutasítja azt.
- május 29. – I. János kasztíliai király (II. Henrik fia) trónra lépése (1390-ig uralkodik).
- július 1. – IV. Andronikosz bizánci császárt apja, V. Jóannész megfosztja a tróntól (V. Jóannész még 1391-ig uralkodik).
- szeptember 9. – A neubergi szerződés felosztja Ausztriát III. Albert és fia III. Lipót között.

## Születések
- október 4. – III. Henrik kasztíliai király († 1406).
- László nápolyi király († 1414).

## Halálozások
- január 3. ? – Péter veszprémi püspök (* ?)
- május 29. – II. Henrik kasztíliai király (* 1333 / 1334)